# Matsuyama Seiji
Matsuyama Seiji (松山せいじ sinh ngày 28 tháng 4 năm 1975) là một họa sĩ truyện tranh người Nhật, cha đẻ của loạt truyện tranh nổi tiếng Eiken.

## Tác phẩm

### Manga
- Eiken (2001–2004)
- Ura Kendou Zero
- Zokusei
- Tetsukko na 3 Shimai (2009-2010)

### Vẽ minh họa
- Eiken (Vẽ minh họa cho phiên bản phim hoạt hình)